# Йесперсен, Оддмар
О́ддмар Ни́бо Йе́сперсен (фар. Oddmar Nybo Jespersen; род. 9 декабря 2004 года в Твёройри, Фарерские острова) — фарерский футболист, защитник клуба «ТБ».

## Клубная карьера
Оддмар является воспитанником футбольной школы «ТБ» из своего родного Твёройри. 2 мая 2021 года защитник дебютировал за взрослую команду клуба, заменив Бессьяна Кастрати на 90-й минуте матча чемпионата Фарерских островов против рунавуйкского «НСИ». 17 июня Оддмар впервые в карьере провёл полную игру, это была встреча со столичным «ХБ». Он был игроком ротации до назначения главным тренером «ТБ» Хелен Нквоча. При ней Оддмар отыграл в стартовом составе 5 оставшихся матчей чемпионата. Всего в своём первом сезоне на взрослом уровне защитник принял участие в 12 встречах фарерской премьер-лиги.

## Международная карьера
20 октября 2018 года 13-летний Оддмар провёл свой единственный матч за юношескую сборную Фарерских островов (до 15 лет), отыграв первый тайм встречи со сверстниками из Лихтенштейна.

## Статистика выступлений
| Выступление      | Выступление      | Выступление      | Лига | Лига | Кубки | Кубки | Еврокубки | Еврокубки | Прочие | Прочие | Итого | Итого |
| Клуб             | Лига             | Сезон            | Игры | Голы | Игры  | Голы  | Игры      | Голы      | Игры   | Голы   | Игры  | Голы  |
| ---------------- | ---------------- | ---------------- | ---- | ---- | ----- | ----- | --------- | --------- | ------ | ------ | ----- | ----- |
| ТБ Твёройри      | Премьер-лига     | 2021             | 12   | 0    | 0     | 0     | 0         | 0         | 0      | 0      | 12    | 0     |
| ТБ Твёройри      | Итого            | Итого            | 12   | 0    | 0     | 0     | 0         | 0         | 0      | 0      | 12    | 0     |
| Всего за карьеру | Всего за карьеру | Всего за карьеру | 12   | 0    | 0     | 0     | 0         | 0         | 0      | 0      | 12    | 0     |